# Hirata Masumune
Hirata Masumune (平田 増宗?; 1566 – 27 aprile 1610) è stato un samurai giapponese del periodo Sengoku ed inizio Edo, servitore del clan Shimazu.

## Biografia
Serrvitore e karō del clan Shimazu, Masumune prese parte alla battaglia di Sekigahara. Dopo la sconfitta della coalizione occidentale, salzò le mogli di Shimazu Yoshihiro e Shimazu Iehisa, portandole in salvo nella provincia di Satsuma.
Nonostante il supporto di numerosi importanti servitori Shimazu, il più giovane Kabayama Hisataka fu scelto al posto di Masumune in un concilio datato 6 febbraio 1609, per guidare l'invasione delle Ryūkyū; Masamune servì come suo secondo in comando.
Ma Hirata fu coinvolto in un conflitto di famiglia con gli Shimazu, e fu ucciso da Oshikawa Kimichika (押川 公近?) l'anno successivo.